# Harvest Moon GBC 2
Harvest Moon GBC 2 (牧場物語GB2, Bokujō Monogatari GB2) est un jeu vidéo de rôle et de simulation de vie développé par Victor Interactive Software et édité par Natsume, sorti en 1999 sur Game Boy Color.

## Accueil
- Famitsu : 30/40[1]
- IGN : 7/10[2]